# James Ransone
James Finley Ransone III (sinh ngày 2 tháng 6 năm 1979) là nam diễn viên người Mỹ. Anh được biết đến với những vai như Ziggy Sobotka trong mùa thứ hai của loạt phim truyền hình tội phạm The Wire (đài HBO) hay Eddie Muffbrak trong phim điện ảnh Gã hề ma quái 2.

## Thời thơ ấu
Ransone sinh ra và lớn lên ở thành phố Baltimore, Maryland, anh là con trai của bà Joyce (nhũ danh: Peterson) và ông James Finley Ransone II, một cựu chiến binh trong cuộc chiến tranh ở Việt Nam.

## Danh sách phim

### Truyền hình
| Năm  | Tên                            | Vai                          | Ghi chú                     |
| ---- | ------------------------------ | ---------------------------- | --------------------------- |
| 2001 | Law & Order                    | Mark Dale                    | Tập: "Deep Vote"            |
| 2002 | Third Watch                    | Frankie                      | 2 tập                       |
| 2002 | Ed                             | Gary Morton                  | Tập: "Power of the Person"  |
| 2003 | The Wire                       | Ziggy Sobotka                | 12 tập                      |
| 2005 | CSI: Crime Scene Investigation | Zack Capola                  | Tập: "Iced"                 |
| 2006 | Love Monkey                    | Glenn                        | Tập: "The Window"           |
| 2006 | Law & Order                    | Michael Wayland              | Tập: "Fame"                 |
| 2006 | Jericho                        | Daryl                        | Tập: "A.K.A."               |
| 2008 | Generation Kill                |                              | 7 tập                       |
| 2010 | How to Make It in America      | Tim                          | 7 tập                       |
| 2010 | Burn Notice                    | Dennis Wayne Barfield        | Tập: "Eyes Open"            |
| 2011 | Hawaii Five-0                  | Johnny D. / Perry Hutchinson | Tập: "Ne Me'e Laua Na Paio" |
| 2011 | Treme                          | Nick                         | 10 tập                      |
| 2013 | Low Winter Sun                 | Damon Callis                 | 10 tập                      |
| 2016 | Bosch                          | Eddie Arceneaux              | 8 tập                       |
| 2018 | Mosaic                         | Michael O'Connor             | 6 tập                       |
| 2018 | The First                      | Nick Fletcher                |                             |